# 皋狼县
皋狼县，中国古县名。
本皋狼邑。西汉置县，治所在今山西省吕梁市离石区西北。属西河郡。武帝时改置皋狼侯国，后国除为县。东汉末省。